# Southampton (Nova York)
Southampton és una població dels Estats Units a l'estat de Nova York. Segons el cens del 2000 tenia 3.965 habitants.

## Demografia
Segons el cens del 2000, Southampton tenia 3.965 habitants, 1.651 habitatges, i 982 famílies. La densitat de població era de 241,8 habitants per km².
Dels 1.651 habitatges en un 21,9% hi vivien nens de menys de 18 anys, en un 42,1% hi vivien parelles casades, en un 12,1% dones solteres, i en un 40,5% no eren unitats familiars. En el 34,2% dels habitatges hi vivien persones soles el 15,4% de les quals corresponia a persones de 65 anys o més que vivien soles. El nombre mitjà de persones vivint en cada habitatge era de 2,36 i el nombre mitjà de persones que vivien en cada família era de 2,97.
Per edats la població es repartia de la següent manera: un 19,5% tenia menys de 18 anys, un 7,3% entre 18 i 24, un 24,8% entre 25 i 44, un 27,2% de 45 a 60 i un 21,1% 65 anys o més.
L'edat mediana era de 44 anys. Per cada 100 dones de 18 o més anys hi havia 91,6 homes.
La renda mediana per habitatge era de 54.300 $ i la renda mediana per família de 61.016 $. Els homes tenien una renda mediana de 40.729 $ mentre que les dones 36.875 $. La renda per capita de la població era de 37.150 $. Entorn de l'1,3% de les famílies i el 6,2% de la població estaven per davall del llindar de pobresa.